# Campo San Martino
Campo San Martino är en ort och kommun i provinsen Padova i regionen Veneto i Italien. Kommunen hade 5 747 invånare (2018).